# Arrondissement de Viersen
L'arrondissement de Viersen (Kreis Viersen) est situé à l'ouest du Land de Rhénanie-du-Nord-Westphalie. Il a des limites aux arrondissements de Heinsberg, de Cleves, de Wesel, à l'arrondissement du Rhin Neuss, et aux villes de Krefeld et de Mönchengladbach ainsi qu'à la province néerlandaise de Limbourg.

## Histoire
L'arrondissement fut créé en 1929 sous le nom de Kempen-Krefeld. Il reçut ses limites actuelles le 1er janvier 1975 quand la commune de Niederkrüchten (jusqu'ici arrondissement de Heinsberg) et la ville Viersen (jusqu'ici arrondissement-ville) furent incorporés. Viersen devint chef-lieu de l'arrondissement et donna son nom à l'arrondissement.

## Communes
L'arrondissement compte 9 communes dont 5 villes:
- Brüggen
- Grefrath
- Kempen, ville
- Nettetal, ville
- Niederkrüchten
- Schwalmtal
- Tönisvorst, ville
- Viersen, ville
- Willich, ville

## Politique

### Élections du préfet (Landrat)
| Parti | Scrutin du 12 septembre 1999 | Scrutin du 12 septembre 1999 | Scrutin du 12 septembre 1999 | Scrutin du 26 septembre 2004 | Scrutin du 26 septembre 2004 | Scrutin du 26 septembre 2004 |
|       | Candidat                     | Votes                        | %                            | Candidat                     | Votes                        | %                            |
| ----- | ---------------------------- | ---------------------------- | ---------------------------- | ---------------------------- | ---------------------------- | ---------------------------- |
| CDU   | Dr. Hans-Christian Vollert   | 78 629                       | 64,3 %                       | Peter Ottmann                | 65 676                       | 51,4 %                       |
| SPD   | Joachim Nötting              | 35 424                       | 29,0 %                       | Lukas Siebenkotten           | 39 635                       | 31,0 %                       |
| FDP   |                              |                              |                              | Irene Wistuba                | 11 527                       | 9,0 %                        |
| Grüne | Friedhelm Werner             | 8 265                        | 6,8 %                        | Marianne Lipp                | 11 052                       | 8,6 %                        |

### Élections du conseil (Kreistag) du 26 septembre 2004
| Parti       | Votes  | %      | Sièges |
| ----------- | ------ | ------ | ------ |
| CDU         | 64 596 | 50,5 % | 30     |
| SPD         | 34 907 | 27,3 % | 16     |
| FDP         | 14 240 | 11,1 % | 7      |
| Grüne       | 13 918 | 10,9 % | 7      |
| Offensive D | 361    | 0,3 %  | 0      |

## Juridictions
Juridiction ordinaire
- Cour d'appel (Oberlandesgericht) de Düsseldorf
  - Tribunal régional (Landgericht) de Krefeld
    - Tribunal cantonal (Amtsgericht) de Krefeld: Willich
    - Tribunal cantonal de Kempen: Grefrath, Kempen, Tönisvorst
    - Tribunal cantonal de Nettetal: Brüggen, Nettetal

  - Tribunal régional de Mönchengladbach
    - Tribunal cantonal de Viersen: Niederkrüchten, Schwalmtal, Viersen

Juridiction spéciale
- Tribunal supérieur du travail (Landesarbeitsgericht) de Düsseldorf
  - Tribunal du travail (Arbeitsgericht) de Krefeld
- Tribunal administratif (Verwaltungsgericht) de Düsseldorf
- Tribunal des affaires de Sécurité sociale (Sozialgericht) de Düsseldorf